# アーディド
アブー・ムハンマド・アブドゥッラー・ブン・ユースフ（アラビア語: أبو محمد عبد الله بن يوسف, ラテン文字転写: Abū Muḥammad ʿAbd Allāh b. Yūsuf, 1151年5月9日 - 1171年9月13日）、またはラカブ（尊称）でアル＝アーディド・リッ＝ディーニッラーフ（アラビア語: العاضد لدين الله, ラテン文字転写: al-ʿĀḍid li-Dīn Allāh,「神の信仰を強固にする者」の意）は、第14代で最後のファーティマ朝のカリフである（在位：1160年7月23日 - 1171年9月13日）。
アーディドは2人の前任者たちと同様に幼くしてカリフに即位し、ワズィール（宰相）の地位を占めるさまざまな有力者の傀儡としてその治世を過ごした。アーディドを即位させたワズィールのタラーイー・ブン・ルッズィークは1161年に宮廷の陰謀の犠牲になり、息子のルッズィーク・ブン・タラーイーが後任となった。しかし、1163年に上エジプトの総督を務めていたシャーワルの手で打倒され、そのシャーワルも数か月後には配下のディルガームによって追放された。
カイロにおける絶え間ない権力闘争はファーティマ朝政権を弱体化させ、十字軍が建国したエルサレム王国とスンナ派を信奉するザンギー朝の支配者のヌールッディーンはエジプトの征服を目指すようになった。十字軍が何度かにわたってエジプトへ侵攻する一方でヌールッディーンはワズィールの地位の奪還を試みるシャーワルを支援し、将軍のシールクーフとともにエジプトへ送り返した。そのシャーワルはディルガームの打倒に成功したものの、すぐにシールクーフと対立し、1169年1月にシールクーフの陣内で殺害された。そして新たにワズィールに任命されたシールクーフもわずか2か月後に死去し、シールクーフの甥のサラーフッディーン（サラディン）が後を継いだ。
当初サラーフッディーンはアーディドに対し融和的な態度を見せていたが、次第にファーティマ朝政権の解体を試みるようになった。そしてこれに反発したファーティマ朝の黒人軍団が反乱を起こしたものの、敗れて追放され、権力基盤を固めたサラーフッディーンはほとんどの地方の総督に一族の者を任命した。さらに文民官僚もサラーフッディーンの新体制の下に組み込まれ、アーディドは儀礼的な役割からも遠ざけられた。政権内の人事をスンナ派の人物で固め、宗教儀礼もファーティマ朝が信奉するイスマーイール派の様式からスンナ派の様式に変えていったサラーフッディーンは、1171年9月10日にアッバース朝の宗主権を公に宣言し、ファーティマ朝を廃絶した。アーディドはその数日後に死去し、政権を失ったイスマーイール派の共同体もサラーフッディーンが築いたアイユーブ朝政権から迫害を受けた。そしておよそ1世紀後にイスマーイール派はエジプトから姿を消した。

## 出自と背景
13世紀の歴史家のイブン・ハッリカーンによる一般的に受け入れられている記録に基づくならば、将来アーディドの名でカリフとなるアブドゥッラーはヒジュラ暦546年ムハッラム月20日（西暦1151年5月9日）に生まれた。しかし、それ以前の1145年や1149年の生まれとしている著述家の記録も存在する。アーディドの父親はアル＝ハーフィズ・リッ＝ディーニッラーフ（ファーティマ朝第11代カリフ、在位：1132年 - 1149年）の息子のユースフである。ユースフはハーフィズが死去した時点で生き残っていた息子たちの中では年長者の一人であったが、ハーフィズの遺詔によってカリフとなったのはユースフではなく16歳の末子のイスマーイールだった。イスマーイールはアッ＝ザーフィル・ビ＝アムルッラーフ（在位：1149年 - 1154年）のラカブを名乗り、実力者のイブン・マサールをワズィール（宰相）に任命した。そのザーフィルはイブン・マサールを打倒してワズィールとなったアッバース・ブン・アビル＝フトゥーフによって1154年に暗殺された。アッバースはザーフィルの5歳の息子のイーサーをアル＝ファーイズ・ビ＝ナスルッラーフ（在位：1154年 - 1160年）の名でカリフに即位させ、さらにユースフとザーフィルのもう一人の兄であるジブリールにカリフ暗殺の嫌疑をかけてファーイズの即位と同じ日に両者を処刑させた。このようなカリフとその兄弟の殺害は、カリフ位の継承権を主張する可能性のある年長者を排除し、容易に傀儡化できる幼児を擁立することによって独裁権を振るおうとしたアッバースの意図があったとみられている。

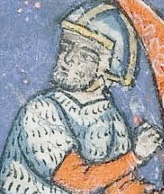
13世紀の歴史書の挿絵に描かれたヌールッディーン

また、当時のファーティマ朝は衰退の中にあった。ファーティマ朝の公的な教義であるイスマーイール派は求心力を失い、後継者争いや教派の分裂によって弱体化し、エジプトではスンナ派の復活によって王朝の正統性がますます疑われるようになっていた。ザーフィルの運命が示すように、ファーティマ朝のカリフ自身も強力な大臣たちの手の中にある実質的な操り人形と化していた。ワズィールは王室の称号であるスルターンの称号も合わせ持ち、その名前はカリフと並んでフトバ（金曜礼拝の説教）で読み上げられ、貨幣にも刻まれた。歴史家のヤーコフ・レフは、この時期のエジプトを「ナイルの病人」と表現している。イスマーイール派を信奉するファーティマ朝政権の弱体化はスンナ派の対抗勢力であるバグダードのアッバース朝政権からも注意深く観察されていた。エジプトの弱体化を見たアッバース朝のカリフのムクタフィー（在位：1136年 - 1160年）は、1154年にダマスクスのザンギー朝の支配者であるヌールッディーン（在位：1146年 - 1174年）をエジプトの名目上の統治者に任命する証書を交付した。

## 治世
カリフのファーイズは病弱であり、1160年7月22日にわずか11歳で死去した。直系の後継者を欠いていたことから、全権を握っていたワズィールのタラーイー・ブン・ルッズィークが翌日の1160年7月23日にユースフの息子で9歳のアブドゥッラーをアル＝アーディド・リッ＝ディーニッラーフの名でカリフに即位させた。タラーイーはカリフに対する統制をより強化するため、自分の娘の一人をアーディドと結婚させた。アーディドはその治世を通じて名目上の統治者であったに過ぎず、揺らぐファーティマ朝政権の利権をめぐって互いに争う廷臣たちや有力者たちの事実上の傀儡として過ごした。フランスの東洋学者のガストン・ヴィートは、アーディドの置かれた状況について、「アラブの著述家たちは確信がないように見え、時にはカリフの迷走的な反抗への衝動に原因を求めているが、このようなカリフの反抗はほとんど成功に結び付かなかった… 大抵においてカリフは最終的に自分自身が犠牲となった一連の深刻な悲劇的事件をどうすることもできずに傍観していた」と述べている。
アーディド自身に関する情報が不足しているため、アーディドの人物像はよく分かっていない。イブン・ハッリカーンはアーディドが極めてシーア派寄りの人物であったと記録している。一方でアーディドの唯一の身体的な特徴に関する説明は、十字軍時代の歴史家のギヨーム・ド・ティールが十字軍の指導者たちとともにアーディドに謁見した時の様子を記録したものである。顔はベールに包まれていたものの、ギヨームは「非常に寛大な気質の若者で、ひげが生え始めたばかりであった。また、背が高く、浅黒い肌の色で、良い体格をしていた」と記している。

### カイロにおける権力闘争
独裁権を振るい、さらにシーア派の一派の十二イマーム派に傾倒していたことで宮廷内の憎悪を買っていたタラーイー・ブン・ルッズィークは1161年9月11日に暗殺された。この暗殺はアーディドの叔母の一人であるシット・アル＝クスールが扇動していたと言われており、恐らく若いカリフもこのことを知っていた。それでもなお、すぐにタラーイーの息子のルッズィーク・ブン・タラーイーが後任のワズィールに就任し、ルッズィークも同じようにカリフにいかなる権力も与えなかった。新しいワズィールはシット・アル＝クスールを絞殺させた一方でアーディドを別の叔母の保護下に置いたが、その際にこの叔母はタラーイーの暗殺計画に関与しなかったことを宣誓しなければならなかった。それから間もなくルッズィークはかつてファーティマ朝政権と対立した王族であるニザールの家系に属する権利主張者による最後の反乱を鎮圧した。反乱を起こしたムハンマド・ブン・アル＝フサイン・ブン・ニザールはマグリブ（北アフリカ西部）から到来し、キレナイカとアレクサンドリアを反乱に巻き込もうとしたが、捕らえられて1162年8月に処刑された。
アーディド（より厳密に言うならばアーディドを通じて行動していた宮廷内の一派）は、ルッズィークを失脚させるための支援を上エジプトの総督のシャーワルに求めた。これに対しベドウィンの軍団の支援を得たシャーワルは1162年12月末にカイロを占領することに成功し、ルッズィークを処刑させた。しかしながら、シャーワルもまたカリフを公務から排除し、政府を完全に掌握した。同時代の詩人のウマーラ・ブン・アビー・アル＝ハサン・アル＝ヤマニーは、「ルッズィーク家の終焉とともにエジプトの王朝も終焉を迎えた」と述べている 。
そのシャーワルは自分に仕えていた軍司令官のディルガームによって1163年8月にカイロから追放されたが、ベドウィンの支持者のもとに逃げ込み、その後ヌールッディーンの支援を求めてダマスクスに向かった。これはファーティマ朝にとって不吉な展開だった。歴史家のファルハード・ダフタリーが「熱烈なスンナ派」と形容するヌールッディーンにとって、シャーワルの到着はイスマーイール派のファーティマ朝政権を打倒し、エジプトをスンナ派のアッバース朝の宗主権下に戻すだけでなく、イスラーム世界の中核地帯を自らの支配の下で統一する可能性を開くものだった。

### 国外からの干渉とディルガームの失脚

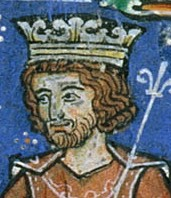
13世紀の歴史書の挿絵に描かれたアモーリー1世。アモーリー1世は数度にわたりエジプトへ侵攻し、ザンギー朝のシリア軍やファーティマ朝の軍勢と戦った。

その間にもエジプトのディルガームの政権はアレクサンドリア総督の処刑を含む失政によって大きく評判を落とし、軍の支持を急速に失った。それに加えてエジプトの混乱は十字軍国家のエルサレム王国による介入の可能性を開いた。十字軍がエジプトを強く欲したのはその富のためだけでなく、もしヌールッディーンがエジプトを占領した場合、二方面からの挟撃につながる可能性が高いためでもあった。タラーイー・ブン・ルッズィークがワズィールだった時代にはすでにエルサレム王ボードゥアン3世（在位：1143年 - 1163年）の侵攻を毎年貢納金を支払うことによって食い止めざるを得ない事態となっていた。ボードゥアン3世の後継者のアモーリー1世（在位：1163 - 1174年）はエジプトの征服を真剣に検討した。そして1163年9月にエジプトへ侵攻したものの、ファーティマ朝が増水期にあったナイル川の氾濫をせき止める堤防を破壊し、ナイルデルタの平野を水浸しにしたために撤退を余儀なくされた。
エジプトが十字軍に対して見せた明白な弱さはシャーワルに対する援助の提供をヌールッディーンへ促すことになり、シャーワルは支援の見返りにエジプトの歳入の3分の1を貢納金としてヌールッディーンへ送り、ヌールッディーンの臣下になることを約束した。また、残りの3分の2はアーディドとシャーワルの間で分割されることになった。シャーワルはクルド人の将軍のシールクーフに率いられたわずか1,000人の小規模な遠征軍とともにエジプトへ送り返された。また、この遠征軍にはシールクーフの甥のサラーフッディーン（サラディンの呼び名でも知られる）も同行していた。
これらの二重の国外からの介入はファーティマ朝政権とエジプトの歴史に大きな影響を与える断裂点となった。絶え間ない混乱によって弱体化したエジプトは依然として活気のある経済と莫大な資源を有していたものの、今やダマスクスとエルサレムの間のより広範囲な抗争における標的となった。双方の勢力はエジプトの征服を目指す一方で他方による征服の阻止を狙い、その争いは最終的にファーティマ朝の滅亡へつながることになった。
ディルガームはアモーリー1世にシャーワルとシールクーフが率いるシリア軍に対する助力を訴えたが、エルサレム王の介入は間に合わなかった。シリア軍は1164年4月下旬にビルバイスでディルガームの兄弟を奇襲して破り、カイロへの道を開いた。この戦いの報に接したカイロではパニックが起きた。兵士たちに支払う報酬の資金を必死に求めていたディルガームは孤児の財産すら没収したが、軍隊はディルガームを見捨て始めた。自分の下に留まっていたわずか500騎の騎兵とともにカリフの宮殿の前の広場に現れたディルガームはアーディドが現れるように要求したが、すでにシャーワルとの交渉を始めていたカリフはディルガームを相手にせず、ディルガームに対し自分の命を守るように忠告した。自身の部隊の離反が続く中、ディルガームはカイロを脱出したが、最終的にシャーワルの兵の1人に殺害された。

### シャーワルの二度目のワズィール政権

1165年頃のレバント地方の勢力図

シャーワルは1164年5月26日にワズィールの地位に復帰したが、シールクーフの威勢を恐れてシリア軍の撤退を要求したためにシールクーフと対立し、シリア軍はカイロを攻撃した。これに対してシャーワルはシリア軍をエジプトから追い出すために直ちにアモーリー1世に支援を要請した。シールクーフとサラーフッディーンはビルバイスで3か月にわたり十字軍と対峙したが、その間にヌールッディーンがシリアのハーリムを占領したためにアモーリー1世の率いる十字軍は1164年11月に北へ撤退せざるを得なくなった。一方のシールクーフも危険なほど物資の不足に陥り、シャーワルから50,000ディナールを受け取ることと引き換えに撤退を余儀なくされた。
十字軍とシリア軍が撤退したことで、しばらくの間シャーワルは自分の立場を維持することができた。しかし、エジプトを体験し、その富と体制の脆弱さを知ったシールクーフはヌールッディーンを説得して1167年1月に再び軍隊とともに南方へ向かった。この動きを知ったシャーワルはアモーリー1世に援軍を求めたが、アモーリー1世はファーティマ朝と正式な同盟を結ぶ前から軍を招集して自らエジプトに向かった。その一方でカエサリア領主のユーグ・グルニエがカイロに入り、アーディドから直接同盟の同意を得た。この時のカリフの謁見に関するユーグの記録はファーティマ朝の宮殿について言及されている数少ない現存する記録のひとつである。カイロの城壁には十字軍の守備隊が据えられ、ファーティマ朝と十字軍は共同でシリア軍に立ち向かった。1167年3月18日に起きたバーバインの戦いではシリア軍が勝利を収めたが、その直後にサラーフッディーンがアレクサンドリアで包囲された。このためシールクーフは妥協を迫られ、1167年8月にシリア軍と十字軍の両者は再びエジプトを去った。しかし、カイロには十字軍の守備隊とエルサレム王へ支払われることになった年間100,000ディナールの貢納金を徴収するための役人が残された。
この事実上の十字軍への服従はシャーワルの息子のアル＝カーミル・シュジャーを含むファーティマ朝の宮廷の多くの者から不満を買い、アル＝カーミルは密かにヌールッディーンと連絡を取って支援を求めた。しかし、十字軍の指導者間で国内が割拠された状態だったにもかかわらず、1168年10月にエジプトの征服に乗り出したアモーリー1世によってシリア軍は先手を打たれた。十字軍はエジプトに入ると1168年11月5日にビルバイスの住民を虐殺し、アル＝カーミルはアーディドに対しヌールッディーンへ助けを求めるように説得した。シャーワルはこれに猛反対し、もしシリア軍が最終的に勝利するようなことになれば、カリフ自身が悲惨な結末を迎えることになると警告した。それでもなお、ビルバイスでの恐ろしい虐殺の知らせは十字軍の侵攻に反発する人々を結集させることになった。最終的にアーディドは支援の嘆願を密かにヌールッディーンへ送ったと伝えられているが、この話はサラーフッディーンの台頭を熱心に正当化しようとする後世の年代記作家たちによる創作の可能性もある。
これらの出来事の間にも十字軍はカイロの城門の前に到達して都市の包囲を開始し、一方でシャーワルは敵に物資を渡さないためにカイロに隣接する商都であるフスタートに住民を避難させた上で火を放った。火は54日間にわたって燃え続けたと伝えられているが、歴史家のハインツ・ハルムは、この時のフスタートの破壊の規模に関する記録は相当誇張されている可能性が高いと指摘している。カイロに対する包囲は1169年1月2日まで続いたものの、シリア軍が接近したために十字軍はパレスチナへ撤退した。その後、シールクーフに率いられた6,000人の部隊が1月8日にカイロの前に到着した。カイロに入城したシールクーフは住民から熱烈な歓迎を受け、アーディドはシールクーフにヒルア（名誉のガウン）を与えた。
アーディドとシールクーフの接近に危機感を覚えたシャーワルは1169年1月18日にシリア軍の陣営を訪れてシールクーフとの会見を求めたが、兵士によって拘束された。アーディドはシャーワルの処刑を促したか、少なくとも処刑に同意したと伝えられており、処刑は同日に実行された。その2日後にシールクーフはワズィールに任命され、アル＝マーリク・アル＝マンスール（勝利の王）の称号を与えられた。シールクーフの突然の就任は十字軍を驚かせるとともにヌールッディーンの不興を買い、ヌールッディーンは部下の意図に不信感を抱いた。そしてアーディドに書簡を送り、シリア軍とその司令官を帰還させるように求めた。これに対しアーディドは返事をせず、新しいワズィールに満足したとみられている。これはシールクーフが政権の役人をそのまま残し、ファーティマ朝の制度を尊重しているように見えたためである。

### サラーフッディーンのワズィール政権

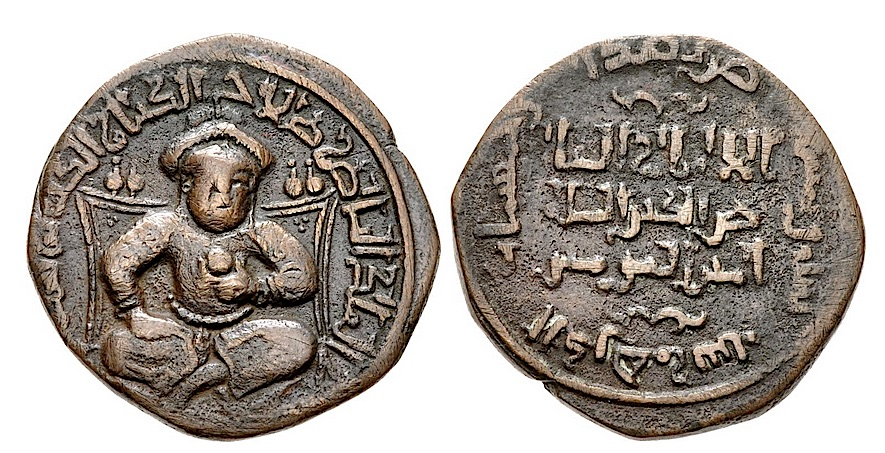
ヒジュラ暦586年（西暦1215/6年）にマイヤーファーリキーンで鋳造されたとみられるサラーフッディーンの名が刻まれたディルハム銀貨。サラーフッディーンは1169年3月にワズィールに就任すると徐々にファーティマ朝の体制を解体し、最終的にファーティマ朝を廃絶した。

しかしながら、シールクーフは1169年3月23日に飽食による肥満が原因となって死去した。シールクーフの突然の死はファーティマ朝政府にもシリアの遠征軍にも権力の空白をもたらした。ファーティマ朝の支配者層はカリフの宮殿で対応を協議した。会議ではサラーフッディーンをワズィールに任命することを提案する者もいれば、宮廷を取り仕切っていた黒人宦官のムウタミン・アル＝ヒラーファ・ジャウハルを筆頭にナイルデルタに軍の領地（イクター）を与えてシリア軍をカイロから引き離し、ワズィールを任命せずに王朝の初期のカリフたちのようにアーディドが親政を開始することを提案する者もいた。一方のシリア軍の司令官たちも指導者の地位をめぐって争ったが、最終的にサラーフッディーンが有力な候補として浮上した。結局、1169年3月26日にサラーフッディーンがカリフの宮殿に迎えられ、アル＝マーリク・アル＝ナースィル（勝利をもたらす王）の称号とともにワズィールに任命された。13世紀の歴史家のイブン・ワースィルは、カリフがサラーフッディーンの就任を認めた理由について、サラーフッディーンが直属の軍隊を持たず、有力な補佐役を欠いていたために最終的にはエジプト側の有利に働くであろうという思惑があったと記している。同時にサラーフッディーンはアーディドに奉仕する者であるという建前が確認されたが、権力の実際の力関係は任命状において初めてワズィールの職位の世襲が宣言されたという事実に表れていた。
サラーフッディーンはワズィールに就任するとシリア軍からクルド人とトルコ人の奴隷兵（マムルーク）を選抜してサラーヒーヤと呼ばれる直属の軍隊を編成したが、その立場は安泰とは言い難かった。サラーフッディーンの軍隊は数千人程度の規模に過ぎず、戦闘能力では勝っていたものの、規模ではファーティマ朝の軍隊と比較して圧倒的に劣っていた。さらにサラーフッディーンは配下の司令官たちの忠誠に完全には依存することができなかった。そしてファーティマ朝におけるサラーフッディーンの役割も矛盾を孕んでいた。サラーフッディーン自身はスンナ派であり、スンナ派の軍隊を率いてエジプトに入り、ヌールッディーンの好戦的なスンナ派政権に依然として忠誠を誓っていた。その一方ではファーティマ朝のワズィールとしての立場上、イスマーイール派の国家、さらにはイスマーイール派の宗教指導者層（ダアワ）の名目上の監督者でもあった。エジプトの政権を解体しようとするサラーフッディーンの試みに対してファーティマ朝の宮廷と軍隊の支配者層が反発するのは必至であり、一方でヌールッディーンは自身の部下の意図に不信感を抱いていた。このため、当初サラーフッディーンは慎重に行動せざるを得ず、アーディドと良好な関係を築き、カイロの市中をカリフと並んで行進してみせるなど、両者の協調的な関係を世間にアピールしようとした。
しかし、サラーフッディーンの兄のトゥーラーン・シャーに率いられたシリア軍の追加部隊が到着するとサラーフッディーンはファーティマ朝政府から次第に距離を置くようになり、まずフトバにおいてアーディドの名前に続けてヌールッディーンの名前を読み上げ始めた。アーディドは儀礼的な役割へ追いやられ、サラーフッディーンが騎乗したまま宮殿に入ることで公然とした辱めさえ受けた（それまでこの行為はカリフの特権であった）。さらにサラーフッディーンはシリア軍をあからさまに優遇し始め、軍隊の維持のために兵士に領地を与える一方でファーティマ朝の軍司令官から同様の領地を取り上げた。また、ヤーコフ・レフは、この頃までにスンナ派が文民官僚の中で多数を占めるようになっていたものの、多くの者は政権から疎外されていたと指摘している。このような状況の中で、アル＝カーディー・アル＝ファーディルを始めとする文民官僚の多くはサラーフッディーンと協力する道を選び、ファーティマ朝政権を効率的に弱体化させようとするサラーフッディーンの試みに手を貸した。
サラーフッディーンとシリア軍が優位に立つ状況に反発したファーティマ朝の支持派はムウタミン・アル＝ヒラーファ・ジャウハルの下に結集した。そして新たな十字軍の侵攻によってサラーフッディーンをカイロから引き離し、再び首都の支配を取り戻すことを期待して躊躇することなく十字軍の支援を求めた。しかし、支援を求める書簡はサラーフッディーンの手に落ち、サラーフッディーンはカイロの敵対者たちを容赦なく迅速に粛清する機会をつかんだ。ムウタミンは殺害され、1169年8月21日にはこの殺害に激しく反発したアフリカ系黒人軍団が反乱を起こした。サラーフッディーンは2日間にわたる市街戦（バイナル・カスラインの戦い）の末に黒人軍団を打ち破り、カイロから放逐した。さらに黒人軍団はトゥーラーン・シャーによる追撃を受けて敗走し、郊外のアル＝マンスーリーヤに存在した黒人軍団の兵舎は焼き払われた。この反乱の余波の中でサラーフッディーンは腹心のバハールッディーン・カラークーシュをムウタミンの後任に指名し、カリフとその宮廷に対する支配力を確保した。

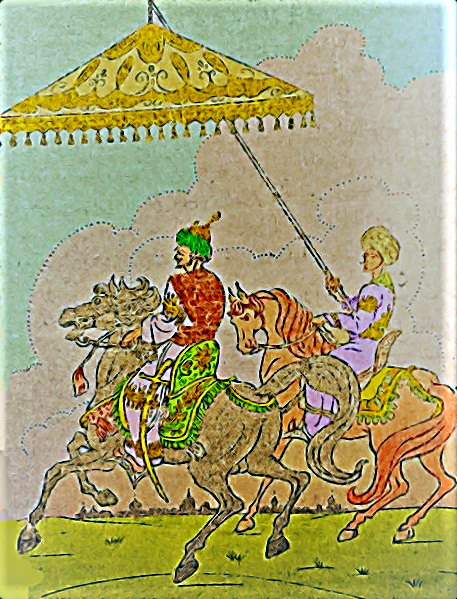
日傘を持つ召使いを伴って乗馬しているアーディドが描かれた挿絵。アーディドはサラーフッディーンの従属下に置かれて政権を徐々に解体され、最終的にその死によってファーティマ朝は滅亡した。

忠実な軍隊を奪われ、自分の宮殿でカラークーシュに厳重に監視されていたアーディドは、今や完全にサラーフッディーンの言いなりとなっていた。1169年10月から12月にかけてビザンツ帝国と十字軍が共同でダミエッタに攻撃を仕掛けたとき、アーディドは侵略者に対抗する遠征軍の資金として1,000,000ディナールを拠出した。歴史家のマイケル・ブレットは、この行為について、カリフが新しい状況に適応するための方策であったとする見解を示しているが、ヤーコフ・レフは、アーディドに対するサラーフッディーンの露骨な「恐喝」によるものだったと指摘している。さらに、カリフは実質的な軟禁状態にあり、このような莫大な資金の拠出はアーディドの立場を弱めるだけであったと述べている。1170年3月にサラーフッディーンの父親であるナジュムッディーン・アイユーブがカイロに到着すると、カリフは直々にサラーフッディーンを伴って出迎え、前例のないアル＝マーリク・アル＝アウハド（唯一の王）の称号を与えた。
自分の地位が安定したサラーフッディーンは、あらゆる公職にエジプト人に代えてシリア人を任命することでエジプトの行政機構に対する支配を固めた。また、この方針の一環としてサラーフッディーンの近親者が大部分の地方の総督に任命された。同時にサラーフッディーンはファーティマ朝政権のイデオロギー的基盤に対してゆっくりと、しかし容赦のない攻撃を開始した。1170年8月25日にアザーン（礼拝の呼びかけ）がシーア派の様式からスンナ派の様式に変更され、正統カリフの最初の3人の名前も読み上げられるようになったが、これはシーア派の教義に反する侮辱的な行為であった。さらにアーディドの名前さえも「神の信仰を強固にする者」から神の加護を求める定型句に置き換えることで巧妙に排除した。ハインツ・ハルムが指摘するように、これはアーディドの即位名だけでなく、「バグダードのスンナ派のカリフをも含むあらゆる敬虔なイスラーム教徒」を指すことが可能な文言であった。1170年の中頃にアーディドは公式行事のフトバや祭事の礼拝に出席することを禁じられた。1170年9月には旧都のフスタートにスンナ派のマドラサが設立され、あらゆる法官職がほぼシリア人かクルド人からなるスンナ派のシャーフィイー学派の人物で占められるようになった。そして1171年2月には司法長官（カーディーの長官）までもがスンナ派の人物に置き換えられ、続いてアル＝アズハル・モスクで行われていたイスマーイール派の教義の公開講座も最終的に停止された。スンナ派の法学者たちはサラーフッディーンがアーディドを異端者として合法的に処刑することを認める法的判断（ファトワー）すら出した。

### 死とファーティマ朝の終焉
サラーフッディーンによるファーティマ朝政権の解体は1171年9月10日に頂点を迎えた。この日、シャーフィイー学派の法学者のナジュムッディーン・アル＝ハブーシャーニーがアーディドに代えてスンナ派のアッバース朝のカリフであるムスタディー（在位：1170年 - 1180年）の名をフトバにおいて公に宣言し、ファーティマ朝の罪の一覧を読み上げた。この象徴的な行為によってエジプトは2世紀に及んだイスマーイール派のファーティマ朝による支配を経てアッバース朝の宗主権下に戻ったものの、エジプトの民衆はこの宣言には全般的に無関心であった。その一方でアーディドはこの時すでに重病で死の床にあり、アーディドがこの出来事を知ることは全くなかったとみられている。そのアーディドは1171年9月13日に20歳の若さで死去し、ファーティマ朝の滅亡は決定的となった。中世の史料の中にはアーディドの死因について、自殺、毒殺、あるいは財宝の隠し場所を明かさなかったためにトゥーラーン・シャーに殺害されたと主張しているものもあるが、ハインツ・ハルムは、カリフが「暴力的に抹殺されたことを示す決定的な証拠はない」と述べている。また、サラーフッディーンもカリフの死を自然死と考えていたことはサラーフッディーン自身の発言からも窺い知ることができる。
アーディドの死に対するサラーフッディーンの対応は慎重だった。サラーフッディーンはアーディドの葬儀に直接参列したが、依然として残っているファーティマ朝を支持する人々の心情に対する示威行為として軍事パレードも挙行した。そして公にはアーディドが長男のダーウード・アル＝ハーミドを後継者に指名しなかったため、カリフ位が空位になったとだけ述べた。サラーフッディーンは公の場では悲しむ姿を演出したが、アーディドの死とファーティマ朝の終焉はサラーフッディーンを取り巻くスンナ派の支持者たちの間にあからさまな歓喜をもたらした。サラーフッディーンの書記官のイマードゥッディーン・アル＝イスファハーニーは、アーディドをファラオに、サラーフッディーンをヨセフ（アラビア語ではユースフ、サラーフッディーンの出生名）になぞらえ、アーディドを出来損ないの異端者と呼ぶ祝いの詩を書いた。ファーティマ朝の消滅の知らせがバグダードに届くと街はアッバース朝の色である黒の花綱で飾り付けられ、カリフのムスタディーはサラーフッディーンとヌールッディーンにヒルアを送った。
アーディドの死後、まだ規模の大きかったイスマーイール派の共同体はサラーフッディーンの新しいアイユーブ朝政権から迫害を受けた。また、ファーティマ朝の一族は宮殿で事実上の軟禁状態に置かれた。アーディドの後継者のダーウード・アル＝ハーミド（イマーム位：1171年 - 1208年）は、ハーフィズ派（カリフのハーフィズとその子孫をイマームとして認めるファーティマ朝が公認していたイスマーイール派の一派）の信徒たちから正当なイマームとして認められたが、ダーウード・アル＝ハーミドの息子でその後継者のスライマーン・バドルッディーン（イマーム位：1208年 - 1248年）と同様に捕らわれの身のまま死去した。1170年代にはファーティマ朝の支持者や僭称者たちによる一連の陰謀や反乱が起きたが、これらの運動は失敗に終わった。その後も同様の運動が12世紀末まで散発的に続いたものの、イスマーイール派の影響力は急速に衰えていった。そして13世紀末までにイスマーイール派はエジプトから事実上一掃された。
1262年にマムルーク朝の支配者のバイバルス（在位：1260年 - 1277年）が没収されたファーティマ朝の財産の目録を作成するように命じたが、その目録の中に王朝の最後の3人の生き残りについての証言が残されている。その3人はアーディドの息子の1人のカマールッディーン・イスマーイールと2人の孫のアブル＝カースィム・ブン・アビル＝フトゥーフ・ブン・アル＝アーディドとアブドゥルワッハーブ・ブン・イスマーイール・ブン・アル＝アーディドである。この3人について名前以外に知られていることはなく、恐らく3人ともカイロの城塞（シタデル）で幽閉されたまま死去したとみられている。